# Vert'libéraux
Ne doit pas être confondu avec Les Verts (Suisse) ou Écologie libérale.
Les Vert'libéraux (Parti vert'libéral, pvl ; en allemand : Grünliberale Partei, glp ; en italien : Partito Verde-Liberale, pvl ; en romanche : Partida Verda-Liberala, pvl) sont un parti politique suisse. Il existe des sections dans tous les 26 cantons suisses.

## Positionnement politique
Les Vert'libéraux sont un parti du centre, et donc un peu plus à droite que les Verts. La Confédération en bref 2018 les situe sur le flanc gauche du centre, à la gauche du Parti démocrate-chrétien, devenu Le Centre.
Ils se présentent comme un parti qui s'engage pour le développement durable en tenant compte « dans une même mesure des objectifs sociaux, économiques et écologiques »,.
Sur le dossier européen, ils sont pour un accord institutionnel ou pour une adhésion de la Suisse à l'Espace économique européen. Ils inscrivent ainsi leurs objectifs socio-économiques et environnementaux dans le libéralisme europhile.

## Histoire
En 2004, Martin Bäumle est président des Verts zurichois depuis 1998 (co-président à partir de 2002) et candidat à sa succession. Balthasar Glättli lui étant préféré lors de l'assemblée générale du parti le 12 juin, Martin Bäumle décide de créer un nouveau parti cantonal. En l'espace d'un an, près de 300 personnes rejoignent le nouveau parti, fondé le 2 juillet 2004 et présidé par un trio : Martin Bäumle, Tiana Moser et Thomas Weibel. Ce schisme au sein des Verts zurichois conduit les Verts à suspendre Martin Bäumle de leur groupe parlementaire le 18 août 2004,, puis à l'exclure, pour avoir « fondé avec Verena Diener [...] un nouveau parti cantonal qui se distancie explicitement des Verts suisses et zurichois » « en qualifiant la politique des Verts de trop syndicale, trop gauchiste et trop dogmatique ».
Avec Bäumle, les Vert'libéraux ont donc un siège au Conseil national durant la 47e législature. Jusqu'en mai 2007, ils sont également présents au Conseil d'État zurichois avec la présence de Verena Diener.
C'est au début de l'année 2006 que les Vert'libéraux participent pour la première fois à des élections communales. Si à Zurich, ils n'atteignent pas le quota de cinq pour cent de voix qui permet de siéger au Conseil communal, ils obtiennent par contre deux sièges sur 60 à Winterthour, six sièges sur 40 à Dübendorf et deux sièges sur 36 dans les villes de Uster et de Opfikon. Aux élections cantonales zurichoises du 15 avril 2007, les Vert'libéraux obtiennent 10 sièges sur 180 au Grand Conseil, relançant la discussion sur l'opportunité de transformer le parti en parti national. Cette décision est finalement prise le 19 juillet 2007. et rassemble, en l'espace d'un an, près de 300 membres. Le nouveau parti est présidé par un trio : Tiana Moser, Thomas Weibel et lui-même. Aux élections fédérales du 21 octobre 2007, le parti décroche à Zurich trois sièges au Conseil national et un siège au Conseil des États pour Zurich le 25 novembre 2007 lors du second tour.
En 2009, la douzième section cantonale est Fribourg, la première section en Suisse romande. En 2010, la treizième section cantonale est celle du canton de Vaud. Elle est cofondée et présidée par Jacques-André Haury, ex-membre du Parti libéral-radical. Aussi, en 2010, la quatorzième section cantonale est celle du canton de Genève créée par Laurent Seydoux. En 2012, la section neuchâteloise voit le jour en tant que quinzième aile du parti.
La représentation des Vert'libéraux au sein des grands conseils cantonaux est passé de zéro à trente-deux sièges lors des diverses élections cantonales de 2008 et 2009[réf. souhaitée]. Ils augmentent leur représentation de 60 % de 2019 à juillet 2023.
Le parti obtient en 2020 son premier siège dans un gouvernement cantonal, à Bâle-Ville, avec l'élection d'Esther Keller. Il en obtient un deuxième en 2022 avec l'élection de Peter Truttmann (de) au Conseil d'État du canton de Nidwald.
Il est par ailleurs représenté pour la première fois en 2020 au sein de l'exécutif d'une grande ville suisse, grâce à l'élection de Mauro Moruzzi à Neuchâtel.
En décembre 2023, l'Assemblée fédérale (Suisse) a élu Viktor Rossi, du parti vert-libéral, au poste de chancelier de la Confédération.
| Canton                       | Sièges     | %      | Législature |
| ---------------------------- | ---------- | ------ | ----------- |
| Appenzell Rhodes-Extérieures | 2 sur 65   | 3,1 %  | 2023-2027   |
| Appenzell Rhodes-Intérieures | 0 sur 50   | 0 %    | 2023-2027   |
| Argovie                      | 11 sur 140 | 7,9 %  | 2024-2028   |
| Bâle-Campagne                | 6 sur 90   | 6,7 %  | 2023-2027   |
| Bâle-Ville                   | 7 sur 100  | 7 %    | 2024-2028   |
| Berne                        | 16 sur 160 | 10 %   | 2022-2026   |
| Fribourg                     | 3 sur 110  | 2,7 %  | 2021-2026   |
| Genève                       | 0 sur 100  | 0 %    | 2023-2028   |
| Glaris                       | 3 sur 60   | 5 %    | 2022-2026   |
| Grisons                      | 7 sur 120  | 5,8 %  | 2022-2026   |
| Jura                         | 2 sur 60   | 3,3 %  | 2020-2025   |
| Lucerne                      | 8 sur 120  | 6,7 %  | 2023-2027   |
| Neuchâtel                    | 8 sur 100  | 8 %    | 2021-2025   |
| Nidwald                      | 5 sur 60   | 8,3 %  | 2022-2026   |
| Obwald                       | 2 sur 55   | 3,6 %  | 2022-2026   |
| Saint-Gall                   | 6 sur 120  | 5 %    | 2024-2028   |
| Schaffhouse                  | 5 sur 60   | 8,3 %  | 2024-2028   |
| Schwytz                      | 5 sur 100  | 5 %    | 2024-2028   |
| Soleure                      | 6 sur 100  | 6 %    | 2021-2025   |
| Tessin                       | 2 sur 90   | 2,2 %  | 2023-2027   |
| Thurgovie                    | 6 sur 130  | 4,6 %  | 2024-2028   |
| Uri                          | 3 sur 64   | 4,7 %  | 2024-2028   |
| Valais                       | 0 sur 130  | 0 %    | 2021-2025   |
| Vaud                         | 11 sur 150 | 7,3 %  | 2022-2027   |
| Zoug                         | 6 sur 80   | 7,5 %  | 2022-2026   |
| Zurich                       | 24 sur 180 | 13,3 % | 2023-2027   |

## Résultats électoraux

### Élections au Conseil national
| Année | Votes   | Votes | Députés  | Rang |
| Année | Voix    | %     | Députés  | Rang |
| ----- | ------- | ----- | -------- | ---- |
| 2007  | 33 104  | 1,4   | 3 / 200  | 7e   |
| 2011  | 131 436 | 5,4   | 12 / 200 | 6e   |
| 2015  | 116 635 | 4,6   | 7 / 200  | 6e   |
| 2019  | 189 162 | 7,8   | 16 / 200 | 6e   |
| 2023  | 192 944 | 7,6   | 10 / 200 | 6e   |

### Élections au Conseil des États
|      | Sièges |
| ---- | ------ |
| 2007 | 1 / 46 |
| 2011 | 2 / 46 |
| 2015 | 0 / 46 |
| 2019 | 0 / 46 |
| 2023 | 1 / 46 |